# مرس، ساسکاچوان
مرس، ساسکاچوان (به انگلیسی: Morse, Saskatchewan) یک منطقهٔ مسکونی در کانادا است که در ساسکاچوان واقع شده‌است. مرس ۱٫۴۵ کیلومتر مربع مساحت و ۲۴۰ نفر جمعیت دارد.